# ケルベロス (衛星)
ケルベロス (Kerberos)は、冥王星の衛星の1つ。

## 発見
ケルベロスは、1978年のカロン、2005年のニクスとヒドラに続き、2011年に冥王星の衛星としては4番目に発見された。ケルベロスは、ハッブル宇宙望遠鏡に搭載された広視野カメラ「WFC3」によって撮影された画像データの中から発見された。最初の写真は2011年6月28日に撮影された。その後、7月3日と7月20日にも観測され、最終的に冥王星の衛星として確認されたのは7月20日である。
ケルベロスの見かけの等級は26.1等と大変暗いため、露出時間の短い観測では鮮明な画像でとらえることができなかった。
2006年2月15日と2010年6月25日の撮像では微小なノイズのように映っていたため見逃されていた。発見時の撮影では、明るい冥王星とカロンを隠して8分間の露出を行ったことにより、ニクスの10分の1の明るさしかないケルベロスを撮影することに成功した。2012年には、ケルベロスと同様の手法を用いて、冥王星の5つ目の衛星であるステュクスが発見されている。

## 物理的特徴
ケルベロスは、三軸の径が19 × 10 × 9 kmと見積もられている。アルベドは0.56と、冥王星の他の小衛星と同様に高く、これは表面に水の氷が存在するためであると考えられている。

## 軌道
冥王星-カロンの共通重心を周回するケルベロスの公転軌道の軌道長半径は57,783 kmで、これはニクスとヒドラの軌道の間である。ほぼ円形の軌道を描いており、冥王星の他の衛星と同じく冥王星の赤道に対する軌道傾斜角はほぼ0である。公転周期は32.16756日で、これは0.7パーセントの不一致があるものの、カロンと1:5の軌道共鳴に近い値である。ニクスとヒドラは、カロンとそれぞれ1:4、1:6の軌道共鳴をしていると推定されており、実際に軌道共鳴をしているのかどうかを知るには、正確な歳差運動の測定が必要である。

## 起源
ケルベロスは、準惑星の他の衛星と同じく、太陽系形成の初期に、冥王星に惑星サイズの天体が衝突した際に飛び散った物質が合体して形成されたものと考えられている。

## 名称
正式命名される以前、ケルベロスは主にS/2011 P 1あるいはS/2011 (134340) 1と呼ばれていた。これは衛星に付けられる仮符号である。S/2011は、2011年に発見されたSatellite（衛星）の意味である。前者のPはPluto（冥王星）の頭文字、後者は冥王星の小惑星番号を基準としている。最後の1は、2011年中に発見された1個目の衛星という意味である。また、冥王星で発見された4個目の衛星であったため、P4とも呼ばれていた。
2013年2月、SETI協会によって、S/2011 P 1と、2012年に発見された衛星のS/2012 P 1の名称の一般公募が行われ、公募案の中から選ばれた21個の候補名から投票された。翌年の2013年7月、S/2011 P 1は冥界の番犬であるケルベロス (Kerberos) 、S/2012 P 1はステュクスと命名されたことが発表された。投票の段階では Cerberus という綴りであったが、ケルベロスに由来する名称の天体として1971年に発見された小惑星 "(1865) Cerberus"があったため、"Kerberos" と命名された。一般公募ではケルベロスは2番目に得票の多い名称であった。1番得票数が多かったのは  Vulcan であったが、かつて水星の内側に存在するとされたバルカンや想定される小惑星の族であるバルカン族などで既に使われた名前であったことや、冥王星の他の衛星がギリシャ神話やローマ神話の冥界にちなんで命名されてきた慣習とは相容れないことから採用されなかった。

## 画像

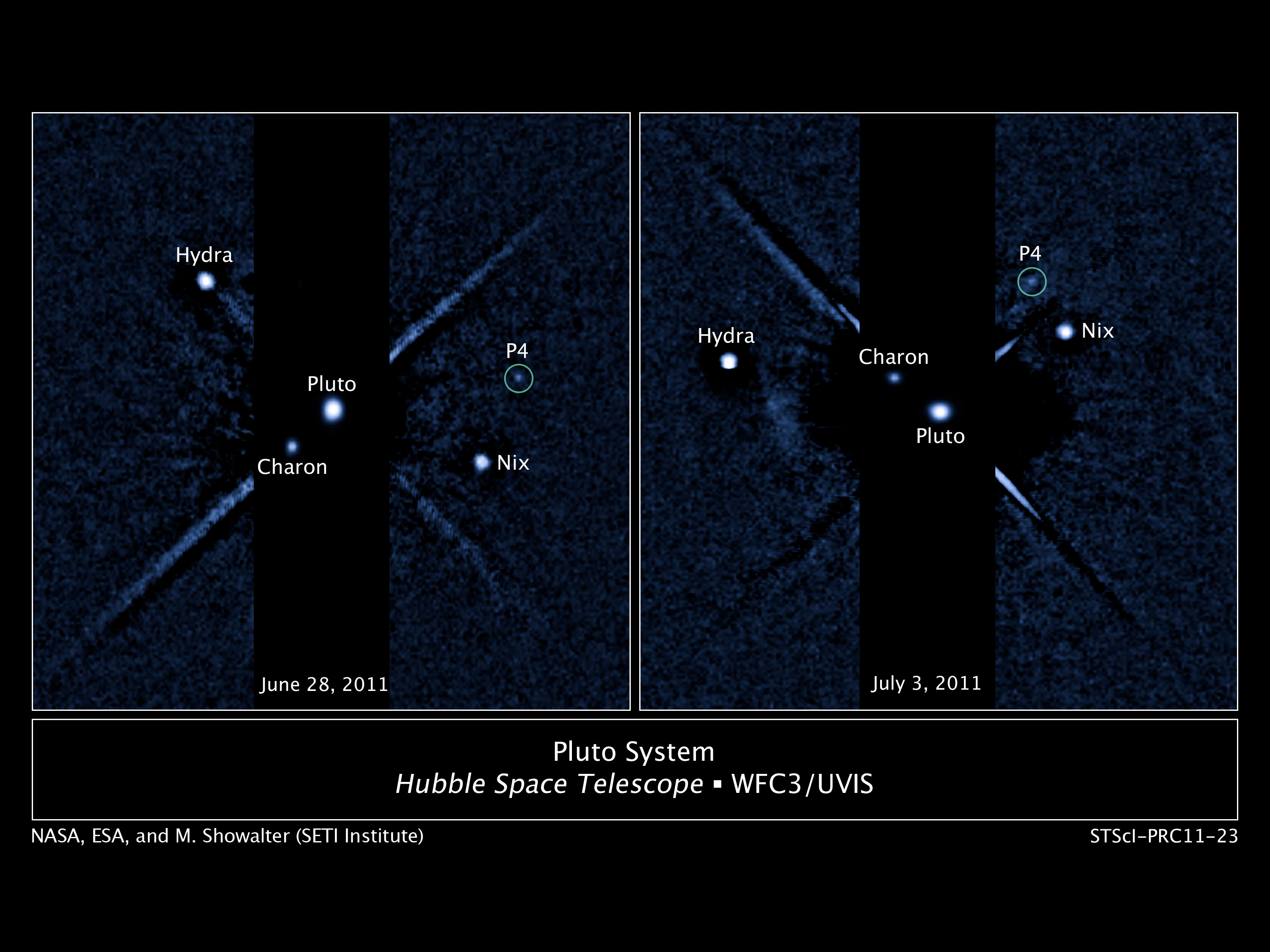
ハッブル宇宙望遠鏡の画像。P4と書かれているのがケルベロス。左は2011年6月28日、右は2011年7月3日。
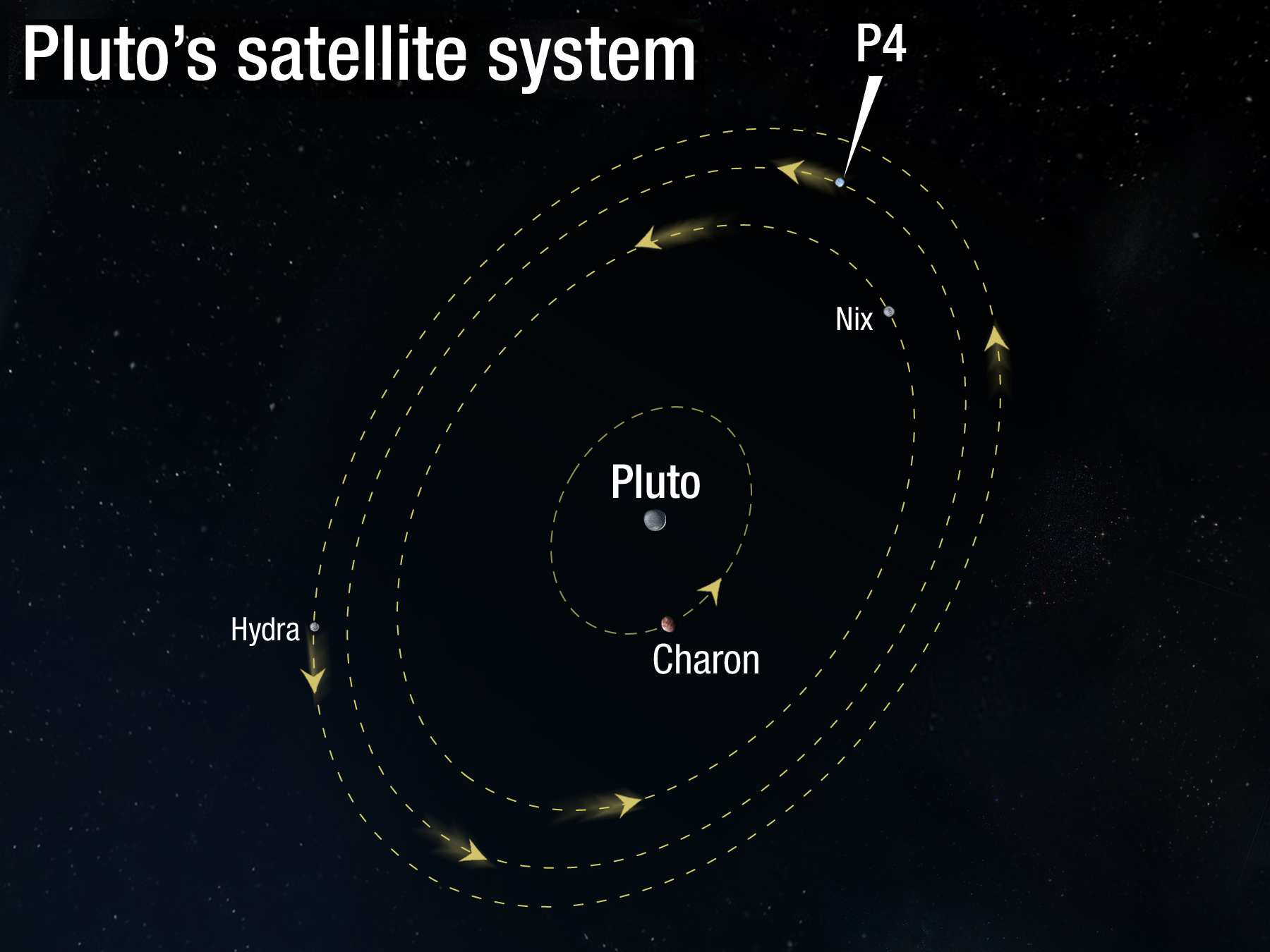
冥王星の衛星の軌道。